# Чебоксарська ГЕС
Чебоксарська гідроелектростанція — на р. Волга у міста Новочебоксарськ Чувашії, є частиною Волзько-Камського каскаду.

## Загальні відомості
Будівництво розпочато у 1968. До 1986 р. будівництво ГЕС було головним чином закінчено. Склад споруд ГЕС:
- будівля ГЕС суміщеного типу довжиною 548 м;
- бетонна водозливна гребля полегшеного типу з довжиною водозливного фронту 120 м;
- руслова і заплавна земляні греблі загальною довжиною 3355 м;
- однокамерний двонитковий шлюз з аванпортом площею 1,1 км ² у верхньому б'єфі і низовим підхідним каналом.

Проєктна потужність — 1404 МВт, середньорічне виробництво електроенергії — 3,31 млрд кВт • год. У будівлі ГЕС розміщено 18 поворотно-лопаткових гідроагрегати потужністю по 78 МВт, що працюють при розрахунковому напорі 12,4 м. В наш час[коли?] у 16 гідроагрегатів лопатки зафіксовані під кутом 45 градусів. Довжина фронту підпірних споруд 4480 м. Гідровузол утворює Чебоксарське водосховище на території Чувашії, Марій Ел і Нижньогородської області площею 2182 км ². Електроенергія ГЕС по лініях електропередачі 220 кВ і 500 кВ передається в Єдину енергетичну систему. Греблею ГЕС проходить автодорожній переїзд. Спочатку було заплановано будівництво залізничного переїзду, проте в 2005—2006 роках були зрізані зовнішні опори для залізничних колій.

## Економічне значення
Згідно з початковим проєктом будівництво Чебоксарського гідровузла вирішувало завдання створення наскрізної глибоководної транспортної системи європейської частини Росії, що дозволяє здійснювати перевезення вантажів у великотоннажних судах, регулювання стоку Волзького басейну з метою зниження паводкових затоплень і в інтересах сільського господарства, а також збільшення середньорічної вироблення електроенергії в ЄЕС європейської частини Росії.
Чебоксарська ГЕС входить до складу ВАТ «РусГидро» на правах філії.

## Проблема підйому рівня водосховища
Пуск ГЕС при зниженому напорі (НПУ 61 м) був здійснений 31 грудня 1980. З метою забезпечення навігації навесні 1981 р. рівень було підвищено до 63 м
Підйом рівня водосховища до проєктного рівня (НПУ 68 м) стримувався спочатку неготовністю комплексу інженерного захисту, потім — розбіжностями між регіонами з приводу рівня водосховища. В наш час[коли?] водосховище та інженерний захист функціонують на непроєктних позначках, що призвело до виникнення низки проблем:
- поточна потужність станції становить близько 800 МВт, середньорічне вироблення — близько 2,1 млрд кВт / ч (недовиробляння 1,43 млрд кВт * год на рік).
- на ділянці від м. Городець до м. Нижній Новгород не забезпечується необхідна гарантована глибина 4 метри, що призвело до виникнення розриву в Єдиній глибоководної системі Європейської частини Росії. Крім цього, не забезпечується нормальне функціонування шлюзів Чебоксарської ГЕС.
- водосховище має велику фактичну площу мілководь (31,5 % замість 20,7 % проєктних), що не відповідає санітарним нормам і призводить до погіршення якості води.
- не завершено будівництво системи інженерного захисту, що призвело до підтоплення 3500 га території і 536 житлових будівель.
- не вирішена проблема підтоплення Зарічної частини Нижнього Новгорода, де в наш час[коли?] з причин, не пов'язаних з Чебоксарською ГЕС, підтоплено близько 33 % території. Проєкт Чебоксарської ГЕС мав на увазі створення дренажної системи для ліквідації існуючого і можливого підтоплення, проте її будівництво не було завершено.
- відбувається руйнування зведених захисних споруд, не розрахованих на роботу на відмітці 63 м.
- водосховище не має корисної ємності і не може здійснювати регулювання стоку на користь всієї системи Волги.
- не організована водоохоронна зона водосховища, що веде до посилення його забруднення і несанкціонованої забудови зони затоплення та підтоплення.
- омертвлені значні кошти, вкладені у спорудження портів, водозаборів, систем інженерного захисту, розрахованих на роботу на проєктній позначці.

Питання про рівень Чебоксарської водосховища продовжує перебувати в стані обговорення.

### Аргументи противників підйому рівня водосховища
- Додаткове затоплення та підтоплення значних масивів земель;
- Підвищення загрози архітектурних пам'ятників;[3]
- Зниження якості води на ділянках Волги та Оки, що є джерелом питної води щонайменше для 2 млн осіб[4];;
- Тільки на інженерний захист Нижнього Новгорода буде потрібно близько 19 млрд рублів. Співфінансувати ці витрати пропонується нижньогородському регіону.
- Утримання споруд інженерного захисту і відведення поверхневих і ґрунтових вод виконуються державними підприємствами, а доходи від підвищення рівня води буде отримувати приватна компанія;[3]
- Існують альтернативні проєкти.

## Аргументи прихильників підйому рівня водосховища
Прихильники підйому рівня водосховища вважають, що частина аргументів противників надумана, інші підняті ними проблеми можна вирішити.
- Землі, що підлягають затопленню, вже в значній частині виведені з обороту, більшість мешканців переселено, інфраструктура (дороги, лінії зв'язку та електропередач тощо) зруйновані. Всього в зоні затоплення, підтоплення та берегопереробтки при підйомі рівня водосховища до позначки 68 метрів знаходяться 148 975 га земель, у тому числі 38 987 га земель сільгосппризначення і 40 057 га земель лісового фонду. Втрати Нижньогородської області складуть 92 630 га земель, що становить 1,2 % її площі (за іншими даними — 165 000 га)[5], республіки Марій-Ел — 44 056 га (1,9 %), республіки Чувашія — 13 386 га (0,7 %). Із зони затоплення та підтоплення планується переселення 994 осіб (за іншими даними тільки в Марій-Ел — 19,5 тис. осіб)[6], причому переселення людей необхідно при будь-якій позначці водосховища, в тому числі й існуючого, оскільки понад 90 % з них живуть у зоні існуючого підтоплення[2]
- Зарічна частина Нижнього Новгорода і Дзержинська при підйомі водосховища не затоплюються, можливо лише їх підтоплення (так, за наявної дренажної системи площа підтоплення в Зарічній частині Нижнього Новгорода збільшиться на 26—41 % у порівнянні з існуючими значеннями)[2], яка за проєктом можна запобігти будівництвом систем інженерного захисту. Необхідно відзначити, що при щорічних повенях рівень води у Волзі й Оці піднімається до позначки 72 метри (що на 4 метри вище запланованого рівня водосховища), але екологічної катастрофи при цьому не відбувається.
- Проєктом передбачено інженерний захист комплексу споруд Макаріївського монастиря та інших архітектурних пам'яток, які потрапляють у зону затоплення та підтоплення. Зокрема, дамбами захищена вся історична частина м. Козьмодем'янськ[2].
- Доводи про зниження якості води та підвищення захворюваності населення не аргументовані. Підйом рівня водосховища значно зменшить площу мілководь і в три рази збільшить об'єм водосховища, що позитивно позначиться на якості води внаслідок зниження прогріваємості водосховища та ефекту розведення.
- Підйом рівня водосховища дозволить забезпечити вироблення додатково 1,43 млрд кВт • год електроенергії, що еквівалентно спалювання 850 тис. тонн вугілля на рік з відповідними екологічними наслідками.

## Історія будівництва ГЕС
Історія будівництва Чебоксарської ГЕС починається в 1931.
Тоді вперше була висунута ідея створення каскаду гідровузлів на Волзі, Камі, так званий, проєкт «Велика Волга». Проблема зведення гідровузлів на Волзі досліджувалася спеціально створеним Бюро Великої Волги під керівництвом професора А. В. Чаплигіна. Усього передбачалося звести 10 гідровузлів. Технічна схема реконструкції Волги і Ками була розглянута спеціальною сесією Академії Наук СРСР. Цією схемою передбачалося створення глибоководного шляху, що з'єднує Каспійське, Чорне, Балтійське та Біле моря. У довоєнний період, з намічених, було побудовано тільки Іваньковський, Углицький і Рибінський гідровузли. У процесі доопрацювання проєкту Великої Волги змінювалося кількість ГЕС, їх потужність, розташування створів, проте у всіх варіантах Чебоксарський гідровузол незмінно намічався до будівництва.
У післявоєнний період проєкт реконструкції Волги було в черговий раз перероблено. Крім вже побудованих трьох гідровузлів передбачалося звести ще 6 на Волзі та 4 на Камі. Чебоксарську ГЕС намічали побудувати відразу після Горьківської, Куйбишевської і Волгоградської. У 1950-і роки інститутом «Гідроенергопроект» було розроблено проєктне завдання на будівництво Чебоксарської ГЕС в Піхтулінському створі (4 км нижче Чебоксар). На підставі цього проєктного завдання вже в 1959 Рада Міністрів РРФСР своїм розпорядженням заборонив нове будівництво в зоні майбутнього Чебоксарської водосховища. У 1960, подальше проєктування Чебоксарської ГЕС було доручено Куйбишевський філії Гідропроєкту (КФГ), який прийшов до висновку, що вибір створу, компонування основних споруд ГЕС і відмітка рівня водосховища вимагають коректування. Ця коректування було виконано в 1963. При цьому основні споруди пропонувалося розмістити в Ельніковському створі (за 11 км нижче Чебоксар), позначка верхнього б'єфа була визначена — 68.0 метра, з міркувань створення глибоководного колії на ділянці Волги від Чебоксар до м. Городець (створ Горьківської ГЕС), в будівлі ГЕС передбачалося встановити 32 горизонтальних капсульних агрегати, потужністю 51,2 тис. кВт кожний. Надалі, за пропозицією держекспертизи від горизонтальних гідроагрегатів відмовилися на користь вертикальних.
Проєктне завдання на будівництво ГЕС було розглянуто та погоджено Держпланом СРСР, Держбудом СРСР і затверджене Радою Міністрів СРСР 22 січня 1967. Ця дата і вважається початком будівництва Чебоксарської ГЕС.
Затоплення котловану ГЕС було зроблено в 1980 р. Перший гідроагрегат був пущений за тимчасовою схемою і видавав потужність на напрузі 220 кВ, замість проєктних 500 кВ. У 1981 було введено в роботу 2 гідроагрегати, в 1982 — 84 рр. — по чотири гідроагрегати щорічно, в 1985 2 гідроагрегати і в 1986 1 гідроагрегат. До того часу поступово були ліквідовані практично всі будівельні тимчасові споруди, ГЕС почала працювати за проєктною схемою (три блоки на 500 кВ, дві — 220 кВ). Почалася нормальна експлуатація. Досі залишилася невирішеною проблема низької позначки водосховища.